# Ambroży (Popowicz)
Ambroży Popowicz, właściwie Andreas Pappa Georgopoli (ur. 1791, zm. 30 października 1863) – grecki duchowny prawosławny, biskup Bośni i Sarajewa w latach 1835–1846, metropolita Białej Krynicy Staroprawosławnego Kościoła Chrystusowego w latach 1846–1848.

## Życiorys
Biskup Ambroży urodził się w rodzinie Greków zamieszkujących Imperium Osmańskie. Jego ojciec, Jerzy Pappa Georgopoli oraz kilkunastu przodków było prawosławnymi kapłanami Patriarchatu Konstantynopola. Podobnie jak ojciec i dziadkowie wybrał karierę duchowną. Ukończył studia teologiczne. W 1811 r. ożenił się i przyjął święcenia kapłańskie z rąk metropolity Enos, Mateusza. W 1814 r. owdowiał. Po stracie żony przyjął stan mniszy. W 1817 r. został wybrany ihumenem klasztoru Świętej Trójcy na wyspie Chalki.
9 września 1835 r. otrzymał chirotonię biskupią z rąk pięciu hierarchów prawosławnych. Jego głównym konsekratorem był patriarcha ekumeniczny Konstantynopola, Grzegorz VI. W latach 1835–1840 był metropolitą Bośni i Sarajewa. Został wygnany z eparchii z powodów politycznych przez władze tureckie, gdyż poparł powstanie Serbów. W 1841 r. przyjechał do Stambułu. Zamieszkał w domu swojego syna Jerzego i pozostawał tam jako emerytowany biskup na łasce patriarchy Konstantynopola.
Na początku 1846 r. w stolicy Porty spotkał się z wysłannikami biegłopopowców, którzy po ucieczce z Imperium Rosyjskiego osiedli na terenie Cesarstwa Austriackiego i zgodnie z życzeniem Ferdynanda I szukali dla siebie wśród prawosławnych biskupów Bałkanów odpowiedniego hierarchy, który przyjąłby ich ponownie do Cerkwi prawosławnej oraz objął swoją jurysdykcją. Ambroży nie mając szans na powrót na swoją katedrę w Bośni, postanowił do nich przystąpić i zostać przełożonym jednego z ich klasztorów.
Mając pełnomocnictwa ordynariusza prawosławnego potwierdzone przez patriarchę ekumenicznego Konstantynopola w 1846 r. wyjechał do Tulczy, gdzie spotkał się z delegacją miejscowych Lipowan. Następnie udał się do Wiednia. Po uzyskaniu zgody na osiedlenie zamieszkał w klasztorze popowców w Białej Krynicy na Bukowinie. 28 października 1846 r. został przyjęty do staroobrzędowej wspólnoty mnichów rosyjskich z tytułem metropolity Białej Krynicy. Na przełomie 1846–1847 zaczął regularnie odprawiać w koncelebrze liturgię w starym obrządku rosyjskim oraz święcić prezbiterów i diakonów.
6 stycznia 1847 r. w Białej Krynicy, metropolita Ambroży dokonał uroczystej chirotonii jednego z rosyjskich mnichów, Cyryla na biskupa Majnos. Akt ten ściągnął na niego wrogość ze strony Rosyjskiego Kościoła Prawosławnego, gdyż nie zgadzał się on na istnienie dla Rosjan innej hierarchii niż ta, którą on reprezentował i która pozostawała w nim w pełnej jedności, zaś staroobrzędowców uważał za heretyków. Świątobliwy Synod Rządzący podważał kanoniczność urzędu sprawowanego przez Ambrożego, jego ortodoksję oraz ważność samej sakry Cyryla, gdyż odbyła się ona bez zachowania tradycji Kościołów bizantyjskich, w której nowego biskupa powinno wyświęcić przynajmniej dwóch eparchów.
Metropolita Ambroży nie przejął się tymi uwagami oraz oskarżeniami. Prowadził dalej swoją działalność. 24 sierpnia 1847 r. konsekrował dla Lipowan, mnicha Arkadiusza na biskupa Slavy. Doprowadziło to do działań dyplomacji rosyjskiej w Cesarstwie Austriackim i w Imperium Osmańskim. Cesarz rosyjski zażądał od patriarchy Konstantynopola, aby ten ekskomunikował hierarchę i podległych mu duchownych.
Gdy mediacje prowadzone z metropolitą białokrynickim poprzez metropolitę karłowickiego nie dały rezultatu, a Ambroży nie podporządkował się karom kościelnym nałożonym przez patriarchę Konstantynopola, imperator Mikołaj I Romanow zmusił rząd austriacki do delegalizacji istniejącego na terenie monarchii habsburskiej Kościoła staroobrzędowego, do zamknięcia klasztoru w Białej Krynicy i aresztowania znajdujących się w nim mnichów.
3 marca 1848 r. metropolita Ambroży został zdjęty siłą z urzędu, aresztowany i zesłany do Styrii. Mimo że Franciszek Józef I przywrócił w niedługim czasie po tych wydarzeniach tolerancję dla popowców na Bukowinie, metropolita Ambroży nie otrzymał zgody na powrót z wygnania. Zmarł w odosobnieniu w 1863 r.
Ustanowiona przez metropolitę Ambrożego i jego następców staroobrzędowa hierarchia kościelna (tzw. Cerkiew białokrynicka) pozostaje w schizmie z kanonicznymi Cerkwiami prawosławnymi od 1848 r. Nie uznaje jej ruch bezpopowców, a także Rosyjska Cerkiew Staroprawosławna (tzw. Cerkiew nowozybkowska).

## Święty Cerkwi białokrynickiej
11 listopada 1996 r. obradujący wspólnie sobór biskupów rosyjskich i rumuńskich Cerkwi białokrynickiej uznał metropolitę Ambrożego za świętego. W 2000 r. jego szczątki zostały ekshumowane i przewiezione z Triestu do Braiła.
Wspomnienie św. Ambrożego z Białej Krynicy obchodzone jest w Cerkwi białokrynickiej 30 października (12 listopada).